# Chiesa di San Pietro di Ponte
La chiesa di San Pietro di Ponte, situata dal 1876 all'interno dell'area cimiteriale di Quartu Sant'Elena, che sorge a circa 200 metri dall'abitato, era compresa in un antico aggregato rurale di “Quarto Suso”, dove sorgeva anche un ponte romano, ora scomparso, dal quale trae il nome.

## Storia

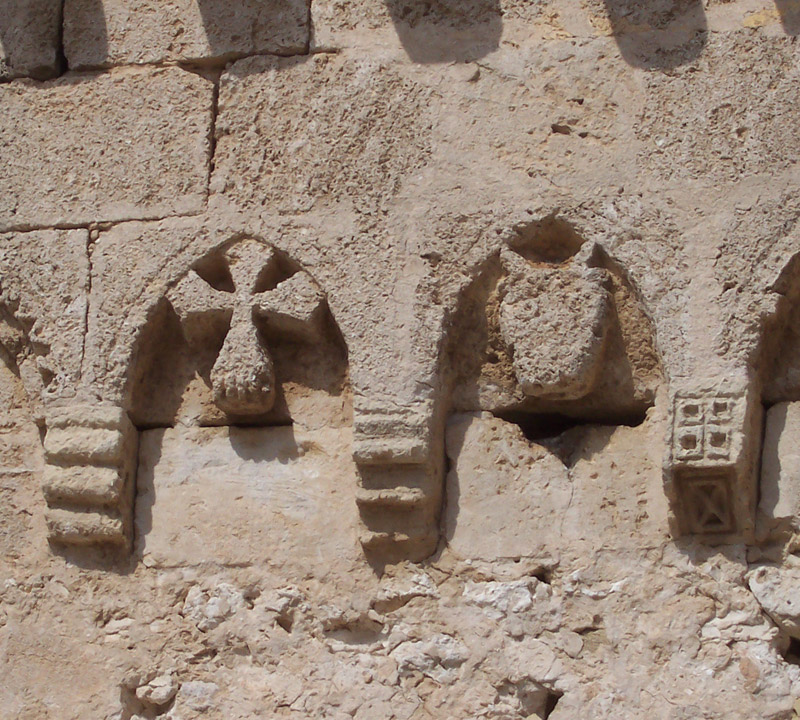
Chiesa di San Pietro di Ponte, particolare.

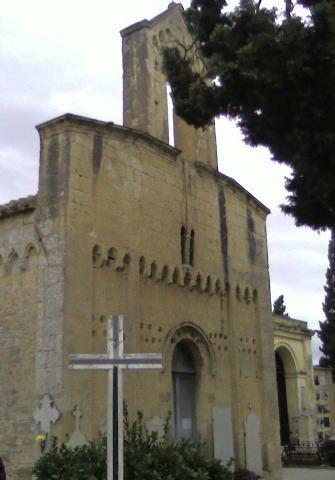
Facciata della chiesa.

L'aspetto attuale della chiesa, improntata a moduli stilistici tardo-romanici e in parte gotici, permette di stabilire la data della costruzione fra il 1280 e il 1300. In esso non vi sono segni di un precedente edificio, che tuttavia risulta esistere in alcuni documenti del 1164 e 1168.
L'edificio venne donato nel 1119 da Giuliano, arcivescovo di Cagliari, ai monaci di San Vittore di Marsiglia, ma lo stesso tornò nel 1444 in possesso all'arcivescovo stesso. Solo nel 1862 divenne oratorio delle Anime, all'interno del cimitero ancora in costruzione.

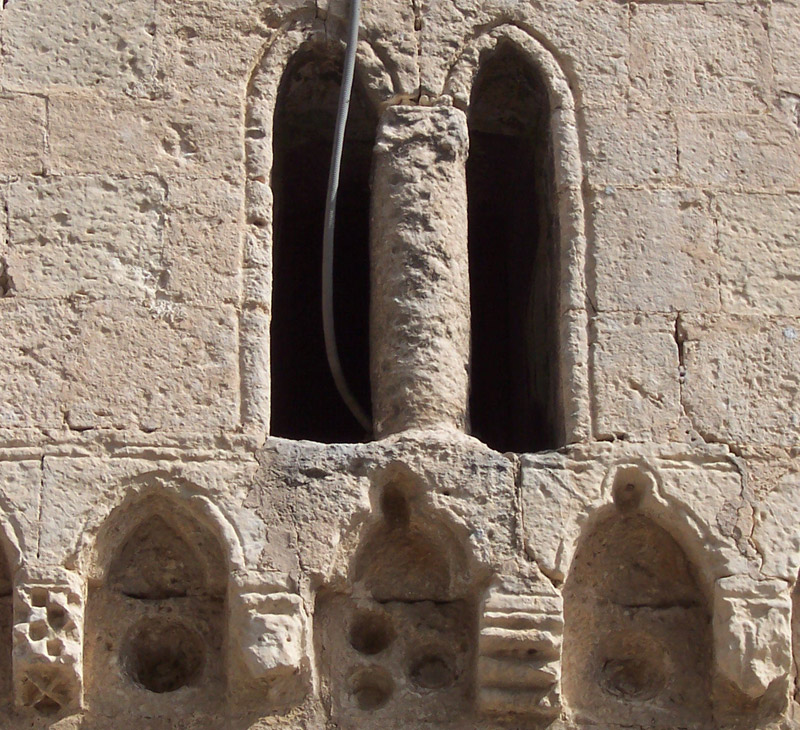
Chiesa di San Pietro di Ponte, bifora

## Descrizione
La facciata, coronata da un piccolo campanile a vela ormai privo di campana, è costituita da una bifora, piccola e sproporzionata, e da conci di calcare ben squadrati, mentre archetti pensili di varie forme adornano i tre prospetti.
Il portale, ora ad arco a tutto sesto, anche se prima vi era anche un architrave, è circondato da tanti nidi che un tempo contenevano ceramiche decorate. Nell'edificio si contano ben 64 nicchie per le ceramiche, delle quali resta solo qualche traccia.
A destra della facciata, accanto alla cappella della famiglia Capra, vi è un simbolo di probabile origine egizia: si tratta di una croce greca benaugurante, sorretta da una mano. In Sardegna sarebbe arrivata con l'invasione dei punici.
L'interno è costituito da una sola navata rettangolare, con una copertura lignea. L'accesso alla piccola abside è ad arco a tutto sesto, impostato su capitelli, mentre sul fondo, per dare luce all'interno della chiesa, vi è un piccolo oculo, cioè una sorta di rosone di dimensioni ridotte.